# تشونغيوان
تشونغيوان أو چُنْغْ يُوَن (بالصينية: 中原، بنظام بينيين: Zhōngyuán)، والاسم يعني «السهل الأوسط»، وأيضًا يُقال لها تشونغ دو (بالصينية: 中土، بنظام بينيين: Zhōngtǔ، أي «الأرض الوسطى»)، ولها اسم آخر، وهو چُنْغْ چُو (بالصينية: 中州، بنظام بينيين: Zhōngzhōu، أي «المِنطقة الوسطى»)، هو اسم يشيرُ غالبًا إلى القطَّاعات النهرية [الإنجليزية](1) (امتدادات مائية) الدنيا والوسطى المُتعلقة بالنهر الأصفر، والموجودة في المنطقة الواقعة بين لويانغ وكايفنغ. ويُنظر إلى هذه المنطقة باعتبارها الأرض التي تكوَّنت فيها وانبثقت منها «ثقافة النهر الأصفر [الإنجليزية](2)». ومن ناحية تاريخية، فقد نظر شعب خواشيا [الإنجليزية] إلى تشونغيوان على أنَّها «مركز العالم» أي أنَّ الصين هي مركز العالم(3). وبتتبُّع الأنشطة البشرية على هذه الأرض، فقد لُوحظ أنَّها ترجِعُ إلى العصر الحجري القديم.
إنَّ أهل خواشيا، وهم مجموعة من القبائل المُتحدة التي نمت لتكون لاحقًا إثنيَّة الهان، عاشوا على امتداد القطاعين النهريين الأدنى والأوسط من النهر الأصفر، وذلك في عصر ما قبل التاريخ. وكانوا يستخدمون مُصطلح «تشونغيوان» أي (الدولة المركزية) لتمييز أنفسَهم عن قبائل سويي [الإنجليزية] المنظور لهم على أنَّهم «غير مُتحضرين». وكانت تشونغيوان، لقسط لا يُستهان به من التاريخ الصيني، المركز السياسي والاقتصادي والثقافي للحضارة الصينية، إذ اتخذتها أكثر من 20 سلالة حاكمة عاصمة لها.

## المصطلحات
1. reaches مفرده reach.
2. Yellow River civilization.
3. Sinocentrism.